# Византийская агиография
Византийская агиография (др.-греч. ἁγιογραφία от др.-греч. ἅγιος «святой» и др.-греч. γράφω «пишу») — жанр византийской литературы, предметом которой является описание жизни и прославление святых. Также так называют раздел византинистики, посвящённый изучению византийских агиографических источников. Агиография как жанр не имеет чётких признаков и сочетает различные черты христианской литературы. Темой агиографических произведений является святой, его жизнь и чудеса. Основным типом агиографической литературы в ранний период был мартирий, повествующий о мученичестве христиан, подвергшихся гонениям от язычникам. Другой разновидностью являются жития, рассказывающее о жизни мирно скончавшегося церковного деятеля или подвижника. Существовал также смешанный тип, житие-мартирий. В литературном отношении византийская агиография очень не однородна. Образуемый ею корпус текстов включает произведения различного качества, как анонимные и не датированные, так и авторские; последние чаще становятся предметом научного изучения. Начиная с работ Дэвида Юма и Эдуарда Гиббона, и вплоть до первых десятилетий XX века, возникновение христианской агиографии многие историки рассматривают как продолжение предшествующей эллинистической традиции.
Временем расцвета народного почитания святых и мучеников была Поздняя античность, в широком диапазоне от Великого гонения (303—313) до начала арабо-византийских войн в первой половине VII века. В тот период происходило становление византийского монашества, становление духовного и институционального авторитета епископов, происходили конфликты с античным язычеством и персидским зороастризмом. Образцом для произведений первого периода было написанное Афанасием Александрийским «Житие Антония Великого» и мартирии раннехристианских мучеников.

## Историография

### Изучение
Термин «агиография» не употреблялся византийцами в современном смысле, ни как разновидность литературы, посвящённой прославлению деяний святых, ни как посвящённая изучению таких текстов научная дисциплина. В современный греческий язык слово пришло через латынь, приобретя популярность благодаря работе болландистов, начиная с XVII века издавших сотни житий, в том числе греческих. Целью их деятельности было выявление на основе критического анализа текстов происхождения и развития культа святых. В 1934 году современный болландист Ипполит Делеэ сформулировал ряд принципов изучения агиографии, актуальность которых не была утрачена со временем. Делеэ определил «критическую агиографию как отрасль исторической науки», а агиографическим он называл любой письменный памятник, вдохновлённый культом святых и предназначенный к их прославлению. Тематическое и функциональное определение агиографии, а также понимание её целей и методов через текстологический анализ, является в настоящее время общепринятым. Делеэ придавал большое значение иконографии святых и отдельных атрибутов их изображений, в частности, нимбов. Результатом следованию данным принципам будет, по мнению болландиста, выявление истины относительно личности и историчности изучаемого святого средствами филологии и истории. Также он указывал на важность выявления дня поминовения, места захоронения и судьбы мощей для идентификации святого, предостерегал против выводов отрицавшей достоверность деяний мучеников консервативной школы (Тиллемон, Гиббон) и проводящей параллели с античным прошлым гиперкритической школы (Герман Узенер, Людвиг Дейбнер). К середине XX века позиции сторон сблизились.
Изучение агиографии в рамках византинистике происходило менее интенсивно, поскольку, согласно распространённому мнению, византийская житийная литература крайне однообразна и редко обладает значительными художественными достоинствами. Длительное время её изучение не связывалось с исследованиями в области византийской литературы, и в первом издании своей «Истории византийской литературы» (1891) Карл Крумбахер не посвятил житийным памятникам отдельную главу («… не по причине неприязни, а лишь из-за отсутствия времени и недостатка подготовки»). Во втором издании 1897 года главу об агиографии написал патролог Альберт Эрхард. В дальнейшем агиография редко упоминалась в обобщающих работах, однако со второй половины XX века ситуация стала меняться, и в обзорах религиозной литературы Ханса Георга Бека (1959) и литературы 650—850 годов Каждана (1999) она занимает заметное место. Отдельным направлением является анализ и классификация стилистических приёмов и общих мест. В Российской империи важные обзоры подготовили Х. М. Лопарев и А. П. Рудаков.
Большое значение для последующих поколений исследователей имел составленный А. Эрхардом каталог из почти 3000 агиографических рукописей («Überlieferung und Bestand der hagiographischen und homiletischen Literatur der griechischen Kirche», 1937—1952). В 1960-х годах возобновился интерес к византийской агиографии. В работах Эвелины Патлажан и ряда других византинистов была продемонстрирована возможность использования житийной литературы для анализа развития византийского общества, в котором святые занимали значимое место. Работы Питера Брауна начала 1970-х годов о развитии культа святых в Поздней античности стимулировали применение агиографических источников в изучении различных аспектов повседневной жизни в Византии и для более поздних периодов. Как отмечал Игорь Шевченко, агиография стала восприниматься исследователями как источник фактов при построении социологических, антропологических или иных теорий. Так, начиная с 1980-х годов внимание исследователей стал привлекать гендерный аспект агиографической литературы. Тогда же институт Думбартон-Окс по инициативе Александра Каждана начал формирование базы данных («Dumbarton Oaks Hagiography Databasе») святых и их житий. Лежащие в её основе прагматические принципы, игнорирующие развитие литературной традиции, критиковали болландисты.

### Житийная литература как исторический источник
А. П. Рудаков в своей работе «Очерки византийской культуры по данным греческой агиографии» (1917) указывал на важность изучения «самых мелких будничных подробностей» для понимания «культурно-исторического типа византинизма». Отмечая пристрастие византийской историографии к отражению событий военной и церковной истории, бессодержательность эпистолографии и романов, отрывочность сведений сигиллографии и эпиграфики, историк приходит к выводу о ценности византийских житий святых. В XIX веке за ценными подробностями к памятникам византийской агиографии обращался В. Г. Васильевский, их важность высоко оценивали Дж. Б. Бьюри и Дж. Финлей. В XX веке немецкий востоковед Гернот Висснер на основании мученичеств из сборника епископа Маруфы реконструировал ход судебного процесса над христианами. Тот же источник использовала советская византинист Н. В. Пигулевская для реконструкции податной системы и организации ремесленного производства в городах средневекового Ирана. Косвенным источником исторической информации могут быть сведения о чудесах, связанных с кончиной святого — из них можно узнать о месте его смерти, а типология чудес представляет интерес с точки зрения культуры. Сомнительные с точки зрения достоверности рассказы позволяют проследить проникновение в агиографию фольклорных, апокрифических и легендарных элементов.
Обширная историография посвящена выявлению социального статуса героев житий — святых; как правило, он оказывается достаточно высок. Авторы житий также являются предметом научного интереса. Несмотря на то, что саму по себе агиографическую литературу, как правило, относят к народной литературе, её создание требовало определённого навыка и образования. Более сложной задачей является реконструкция психологического портрета читателя таких произведений.

## Классификация и структура

### Жанры и типы
В классической античной биографии выделяют три основные жанра. Гипомнематический жанр был призван запечатлеть в памяти потомства основные факты и события выдающегося лица, его наиболее типичным представителем является «Жизнь двенадцати цезарей» Светоний. Риторические или эпидейктические биографии должны были вызвать в слушателе эмоциональный отклик, составив у него положительное или отрицательное впечатление о герое рассказа, классические образцы здесь «Эвагор» Исократа, «Агесилай» Ксенофонта и «Агрикола» Тацита. Руководство по написанию биографических панегириков в III веке написал ритор Менандр. Наконец, философско-назидательный жанр представлен произведениями Плутарха. Учитывая сложное соотношение между агиографией и жанрами евангелий и эллинистической биографии, бельгийский литературовед Марк ван Уйфанге (Marc Van Uytfanghe) отнёс к агиографии тексты, отмеченные чертами соответствующего дискурса (discours hagiographique), а именно: героем является человек, связанный с Богом, но сам богом в общепринятом смысле не являющийся; сохранение связи с реальностью, даже при наличии стилизации минимальная доля «керигмы»; наглядная, а не информационная функция повествования; соответствие темам и стереотипам изображения «божественного мужа». В то же время в современной византинистике существует тенденция воспринимать жанровое деление как условность и современный конструкт. Как отмечает профессор Мартин Хинтербергер (Martin Hinterberger), сами византийцы едва ли выделяли в отдельную категорию произведения о религиозных деятелях или чудесах. Советский византинист Татьяна Попова рассматривала агиографию как разновидность беллетристики, в которой присутствует связь с произведениями народного творчества, легенд и сказочных мотивов. По мнению Поповой, для авторов произведений данного жанра, особенно на раннем этапе, характерно стремление стремление к психологическим зарисовкам и новеллистическим сценам.
Первоначальная классификация и периодизация агиографических текстов была предложена болландистами. Согласно И. Делеэ, для классификации агиографических текстов следует использовать не «механические» или жанровые критерии, а учитывать то, к какой категории относится описываемый святой с точки зрения исторической достоверности известной о нём информации. По его схеме, для раннего периода гонений на христианство характерны жизнеописания мучеников и аскетов. В эпоху формирования институтов церкви в VI—VIII веках выделяются два основных жанра: душеспасительные рассказы о святых и чудеса. «Оксфордский словарь Византии» определяет византийскую агиографию как жанр литературы, пересекающийся с историографией в той части, где речь идёт об исторических персонажах, и с гомилией (проповедью) в части назидательного значения. В своём обзоре византийской литературы 650—850 годов А. Каждан отнёс агиографию, наряду с гомилетикой и гимнографией, к жанрам, доминировавшим на протяжении Тёмных веков византийской истории. Установление точной границы между гомилетикой, в случае посвящённых святому проповедей, и агиографией затруднительно, и в каталоге рукописей Эрхарда такое различение не проводилось. С другой стороны, как отмечает Каждан, термин «агиография» применяли к произведениям с различными жанровыми характеристиками, в том числе к рассказам о переносах мощей, историческим и эпическим мартириям, энкомиям, небольшим поучительным рассказам, отдельным частям синаксаря и даже роману «Варлаам и Иоасаф». Популярным поджанром были «борения» (лат. passio, др.-греч. (ἄθλησις, ἄθλος, ἄθλησις), чаще всего описывающим жестокую смерть христиан за веру. Из 148 текстов, включённых в «Менологий» Симеона Метафраста (X век), «борений» насчитывается 78. Биографии святых (жития, др.-греч. βίος καὶ πολιτεία — «жизнь и деятельность»), в отличие от мартириев и «борений», предоставляли образец достижения святости путём праведной жизни. Различные классификации житий были предложены на основании рода занятий святого (монах, отшельник, патриарх, юродивый и т. д.), в последнее время в отдельную категорию выделяют женскую агиографию с собственными подтипами (мать, блудница, супруга и т. д.). В терминологии византийских агиографов, повествование в целом называлось διήγησις («рассказ», «история»), а отдельный его эпизод — διήγημα. Самые ранние произведения, житие Антония Великого и Макрины Младшей, были первоначально, по-видимому, составлены в форме посланий. Для дальнейшего развития жанра наибольшее значения имели написанные в середине VI века Кириллом Скифопольским жития Евфимия Великого и Саввы Освященного. Реже в агиографических произведениях рассказывается и о жизни христианина, и о его мученичестве, например «Житие и мученичество святых Киприана и Юстины». Возможно, такого рода произведения являются результатом позднейшей литературной обработки.
Некоторые литературные жанры не являются исключительно агиографическими. Таков энкомий, который в классической литературе использовался для прославления не только выдающихся деятелей, но также городов, свершений и произведений искусства. В византийской практике, однако, энкомий относили только к людям, а всем прочим темам предназначались экфрасисы. Помимо святых, агиографические энкомии придворные риторы посвящали императорам и патриархам. Ранним примером такого рода является «Жизнь Константина» Евсевия Кесарийского. Энкомий в честь святых часто называли «словом» (λόγος), особенно в ранний и палеологовский период. Образцовые представители жанра были созданы в IV веке Великими каппадокийцами. В целом, от житий и мартириев энкомий отличается в риторическом, но не структурном или тематическом отношении, вследствие чего различение между жанрами трудноуловимо. Достаточно редким в агиографии жанром являются гипомнемы (Ὑπόμνημα), краткие биографические справки, составленные из биографических выдержек исторических или иных текстов.
С точки зрения происхождения, жития делят на «народные» и «аристократические». Первые, как полагал А. П. Рудаков, в большей степени отражают быт и нравы низших слоёв общества, тогда как вторые соответствуют взглядам аристократии и высших церковных иерархов. «Учёная» агиография как правило авторская, но нередко обращается к произведениям народного творчества, заимствуя в нём отдельные мотивы.

### Сборники
В III—IV веков в греческой христианской литературе появились сборники рассказов, которые читались на синаксах (σύναξις, «собрание») — собраниях с целью совместного чтения. Среди текстов, читаемых на таких собраниях, большое место занимали жития святых, а сами сборники таких текстов называли синаксариями. Составленный из одних только житий свод текстов, упорядоченный в порядке дней поминовения святых, назывался минологием. Минологии составляли в церквях, монастырях и при императорском дворе.
Агиографические сборники были популярны и у простых византийцев. Единственным получившим широкое распространение сборником коротких рассказов-апофегм был «Apophthegmata Patrum», включающий короткие высказывания египетских отцов-пустынников. Происходя из устного творчества, апофегмы были впоследствии снабжены пояснениями относительно обстоятельств, при которых были произнесены слова мудрости. Из коллекции апофегм выделяли отдельные группы рассказов, составляя таким образом либо новые сборники, либо жития святых. Богатая рукописная традиция у анонимного сборника биографий «Historia monachorum in Aegypto» («История монахов Египта»), «Лавсаика» Палладия Еленопольского, «Истории боголюбцев» Феодорита Кирского и «Луга духовного» Иоанна Мосха. Составляющие их рассказы не являются полнуми биографиями, и в первых трёх сборниках представлены в форме заметок паломника о встречах и общении со знаменитыми подвижниками.

## Историческое развитие
Значительной вехой в становлении агиографического жанра стало появление в середине IV века «Жития Антония Великого», авторство которого приписывается известному богослову Афанасию Александрийскому. «Житие Антония» рассматривается как переходный этап между античными биографиями и христианской агиографией, понимаемой как специальная форма биографии, создаваемая с целью пропаганды, прославления или назидания. В первом научном сравнении «Жития» с классическими биографиями, Ханс Мертель (Hans Mertel, 1909) высказал предположение о происхождении его литературной формы от двух основных типов античного жизнеописания — биографий перипатетиков или в биографиях Плутарха. За пределы данной схемы выходят описания чудес, в которых, начиная с известной монографии Рихарда Райтценшатйна «Hellenistische Wundererzählunge» (1906) видят аллюзии на «Жизнь Пифагора» Ямвлиха и пифагорейский идеал совершенного человека. Другая теория (A. Pressing, 1924) называет образцом не назидательные биографии Плутарха, а гипомнепатические, то есть имеющих целью отразить в памяти потомков факты и события из жизни выдающейся личности, жизнеописания Светония. Описания чудес в таком случае не функциональны, а несут аретологическую функцию и являются трактатами в форме отступлений (excursus) и их можно не учитывать. Согласно Й. Листу (J. List, 1930) «Житие» написано в соответствии с правилами античного энкомия в подражание «Жизни Плотина» Порфирия. Г. Бартелинк называет такие выводы слабо обоснованными, поскольку композиция и соотношение разделов классического энкомия выдержана не выдержано строго. По мнению советской исследовательницы Т. В. Поповой, возможность не следовать канону биографического жанра дала эпистолярная форма, позволившая Афанасию использовать в своём рассказе различные стилистические и жанровые приёмы. Авторскому тексту, занимающему около двух третей жития, присущ повествовательно-эпический тон. Он тематически и стилистически разнообразен, включая поэтические описания природы, рассказы документального характера, чудесные истории и описание поступков самого Антония. Вне авторского повествования используются приёмы ораторской прозы для трёх речей Антония, представленных как прямые.
В направлении эпидейктического красноречия развивали житийный жанр Григорий Нисский, Василий Великий и Григорий Назианзин, в творчестве появился прославляющий мучеников и аскетов энкомий. Сами они отрицали следование своих сочинений канонам античной литературы. И. Делеэ называл такую независимость притворной, и утверждал, что «Отцы церкви ввели в христианский обиход софистическую схему в панегирикам мученикам и в надгробных речах». Наибольшее влияние на последующую агиографию, как считается, оказали надгробные речи (др.-греч. ἐπιτάφιος λόγος), написанные Григорием Назианзином между 370 и 382 годами в честь Василия Великого, Афанасия Великого и своих родственников (отца, сестры и брата). Хотя сестра Григория была замужем и имела нескольких детей, она вела праведную жизнь и речь в честь неё называют первым примером женской агиографии. В жизнеописании Макрины Младшей (между 380 и 383 годами) Григорий Нисский изображает свою сестру мученицей и носительницей аскетического идеала.
Морализаторскую линию Плутарха продолжили Палладий Еленопольский («Лавсаик»), Феодорит Кирский («История боголюбцев»), Иоанн Мосх («Лимонарь») и Леонтий Кипрский.

## Литературные особенности

### Язык и стиль
В рамках теории Игоря Шевченко о трёх регистров языка византийской литературы, «высокий» стиль является принадлежностью образованной элиты и подходит для изложения важных вопросов, тогда как более «низкие» способы выражения в меньшей степени соответствуют правилам классической риторики, но понятны более широким слоям общества. Для агиографии на начальном этапе («Житие Антония Великого») более характерен упрощённый «средний» уровень стиля, а для ранних мартириев — низкий. В поздних произведениях произошло повышения качества стиля в соответствии со вкусами более образованных читателей. Таковы написанное около 822 года житие Филарета Милостивого и тексты, переработанные Симеона Метафраста. Согласно Михаилу Пселлу, хотя достигнутый результат не был идеален, первоначальные версии житий были и вовсе смехотворны. Хотя византийские критики упрекали Метафраста в недостаточном следовании канонам эпидейктической речи, современные исследователи относят его труд к представителям «высокого» стиля. Примерами «высокого» стиля в агиографии Шевченко также называет житие Феофана Исповедника пера патриарха Мефодия, и написанное Игнатием житие патриарха Никифора. Известны произведения и более низкого качества, к ним Шевченко относит труды Кирилла Скифопольского, а Р. Браунинг в целом жития людей скромного происхождения и не влиятельных. Житийная литература «низкого» стиля после периода иконоборчества не встречается.

### Сюжеты
Как отмечает А. П. Каждан, агиографические произведения, являясь церковной литературой, в то же время имели и развлекательную функцию. Многие жития повествовали не только об ангелах и святых, но также включали эпизоды, интересные массовому слушателю: путешествия и кораблекрушения, природные бедствия, встречи с чудовищами, чудесные исцеления, убийства и кражи, любовные взаимоотношения. Последнее направление привлекает внимание византинистов с точки зрения изучения положения женщины в Византии и гендерных вопросов в целом. Жития имели достаточно стандартную структуру: за проемием следовало линейное изложение событий жизни святого, с привязкой к значимым местам (рождения, смерти, для монахов их монастыри). Точные даты встречаются крайне редко, в отличие от указания возраста святого на момент совершения важных событий его жизни. Последовательность жизнеописания образуют отдельные слабосвязанные эпизоды, иллюстрирующие образ жизни святого.
Произведениям византийской агиографии на протяжении всего её существования были свойственны индивидуальные авторские черты даже в тех случаях, когда автор остался не известным. Тем не менее, уже к VI веку начал складывать набор общих признаков и стилистических особенностей, наиболее ярко выраженных в тематике и композиции произведений. Вступление, являвшее необязательным элементом, содержало рассуждения на душеспасительную тему. Далее следовал рассказ о родине героя и его благочестивых родителях. Героем агиографического повествования мог быть кто угодно, мужчина или женщина, богатый или бедный, не подвластный соблазнам или ставший на путь добродетели по достижении определённого возраста, воины, монахи, патриархи, простые горожане. В начале жизни будущие святые пользуются поддержкой своей семьи, но уже с раннего детства демонстрируют желание её оставить и в ранней юности так и поступают. В дальнейшем им не нужна поддержка семьи, но часто святые поддерживают добрые отношения со своими родственницами. Типичный святой дистанцировался от общества, его благ и ограничений, ради близости к Богу. Он покинул родной город и бежал от соблазнов в пустыню, горы, тесную пещеру или келью. Когда слух о его праведной жизни распространялся, к святому начинали приходить паломники, рядом с его обителью возникал монастырь или поселение. Иногда подвижнику предлагалось занять место в церковной иерархии или назначали против его воли. Святые не имели потребностей обычного человека, помимо отказа от половой жизни, они практически полностью отказались от приёма пищи. Симеон Столпник (V век) не ел вообще, Лазарь Галисийский (XI век) ел раз в неделю, Симеону Столпнику Дивногорцу каждое воскресенье еду приносил ангел. Если святые принимали пищу, то предпочитали сырые продукты. Многие из них проводили много времени без сна в молитве и пении псалмов. Столпники до глубокой старости не ложились и не пользовались огнём. Нередко святые обходились без одежды либо помногу лет носили одни и те же лохмотья. Почувствовав «по откровению свыше» приближение смерти, как правило в глубокой старости, герой повествования умирал. Завершалось житие описанием чудес, творимых останками святого и обращёнными ему молитвами. Вопрос, в какой степени агиографический «топос» является отражением вымыслом, и не могут ли представляющиеся литературным клише события отражать фактическую действительность, является дискуссионным.

## Избранные издания
- Византийские легенды / издание подготовила С. В. Полякова. — Л. : Наука, 1972. — 303 с. — (Литературные памятники). — 15 000 экз.